# 槐南镇
槐南乡是中国福建省三明市永安市下辖的一个乡。
永安市槐南乡皇历村，一个海拔590米的小村庄，朴实而平常。不过，它在福建、台湾李氏后裔的心目中，却是一个崇高而神圣的地方，因为它是世界李氏宗亲总会公认的李氏家族祖地之一。

## 行政区划
槐南乡共辖14个行政村，分别是：
大垅村、甲坪村、洋尾村、洋头村、槐南村、南山村、高坪村、上罗溪村、溪南村、皇历村、梧桐洋村、大龙逢村、小龙逢村、荆山村.